# آرای‌آی‌دی (واحد پلیس فرانسه)

آرای‌آی‌دی (فرانسوی: Recherche, Assistance, Intervention, Dissuasion‎، به اختصار RAID) (به معنای جستجو، کمک، مداخله، بازدارندگی) یک واحد تاکتیکی نخبه از پلیس ملی فرانسه است. در سال ۱۹۸۵ تأسیس شد و دفتر مرکزی آن در بیور، اسون، تقریباً ۲۰ کیلومتری (۱۲ مایل) جنوب غربی پاریس است. آرای‌آی‌دی همتای پلیس ملی گروه مداخله ملی ژاندارمری است. مسئولیت هر دو واحد در حفاظت از قلمرو فرانسه مشترک می‌باشد.

## واحدهای تخصصی
- گروه‌ حمله
- تک‌تیرانداز
- چترباز
- غواص
- تخریب
- نقض کردن
- گروه پژوهش و اطلاعات
- مربی‌ سگ
- لجستیک
- مذاکره‌کننده

## تجهیزات

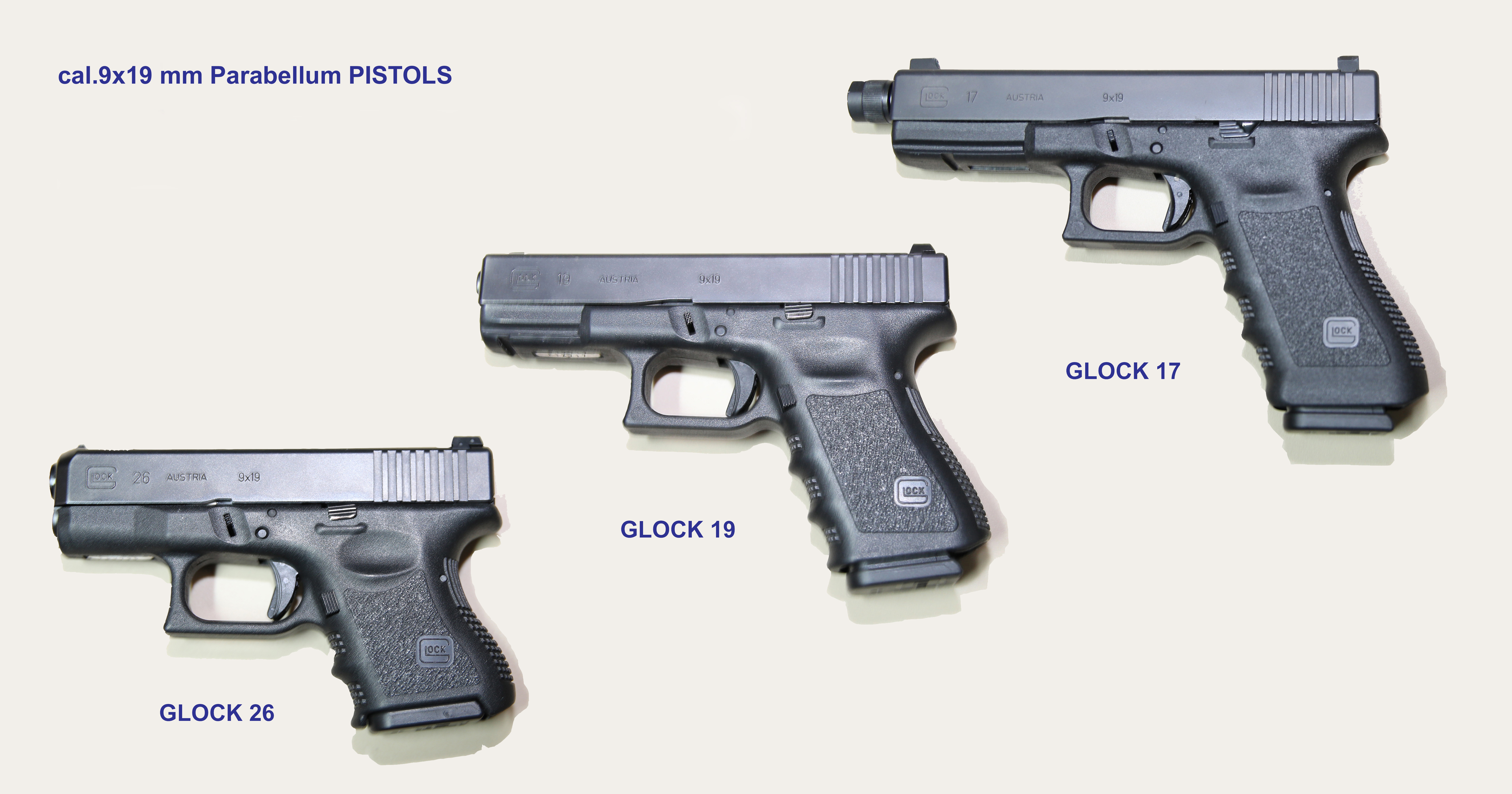
گلاک مدل‌های ۲۶، ۱۹ و ۱۷

- بنلی ام۳
- برتا ام۳پی۴
- کلت ام۴ کارباین
- اف‌ان ارستال فایو-سون
- اف‌ان ارستال پی۹۰
- اف‌ان اسکار
- اف‌ان ارستال مینیمی
- فرانکی اسپاس-۱۵
- گلاک / ۱۷ ال / ۱۸ / ۱۹ / ۲۶ / ۳۴
- هکلر و کخ ژ۳۶
- هکلر و اچ‌کی۵۳
- هکلر و کخ اچ‌کی۶۹آ۱
- هکلر و کخ ام‌پی۵کی
- هکلر و کخ پی‌اس‌جی۱
- Manurhin MR 73
- پی‌جی‌ام Hécate II
- پی‌جی‌ام Ultima Ratio
- رمینگتون ۸۷۰
- ام‌گه۳
- زیگ زاوئر اس‌جی ۵۵۰
- سایگا-۱۲
- Kel-Tec KSG
- چاقوهای باستینلی FIXED RED V2[۴]
- چاقوهای باستینلی گروزو

### وسایل نقلیه

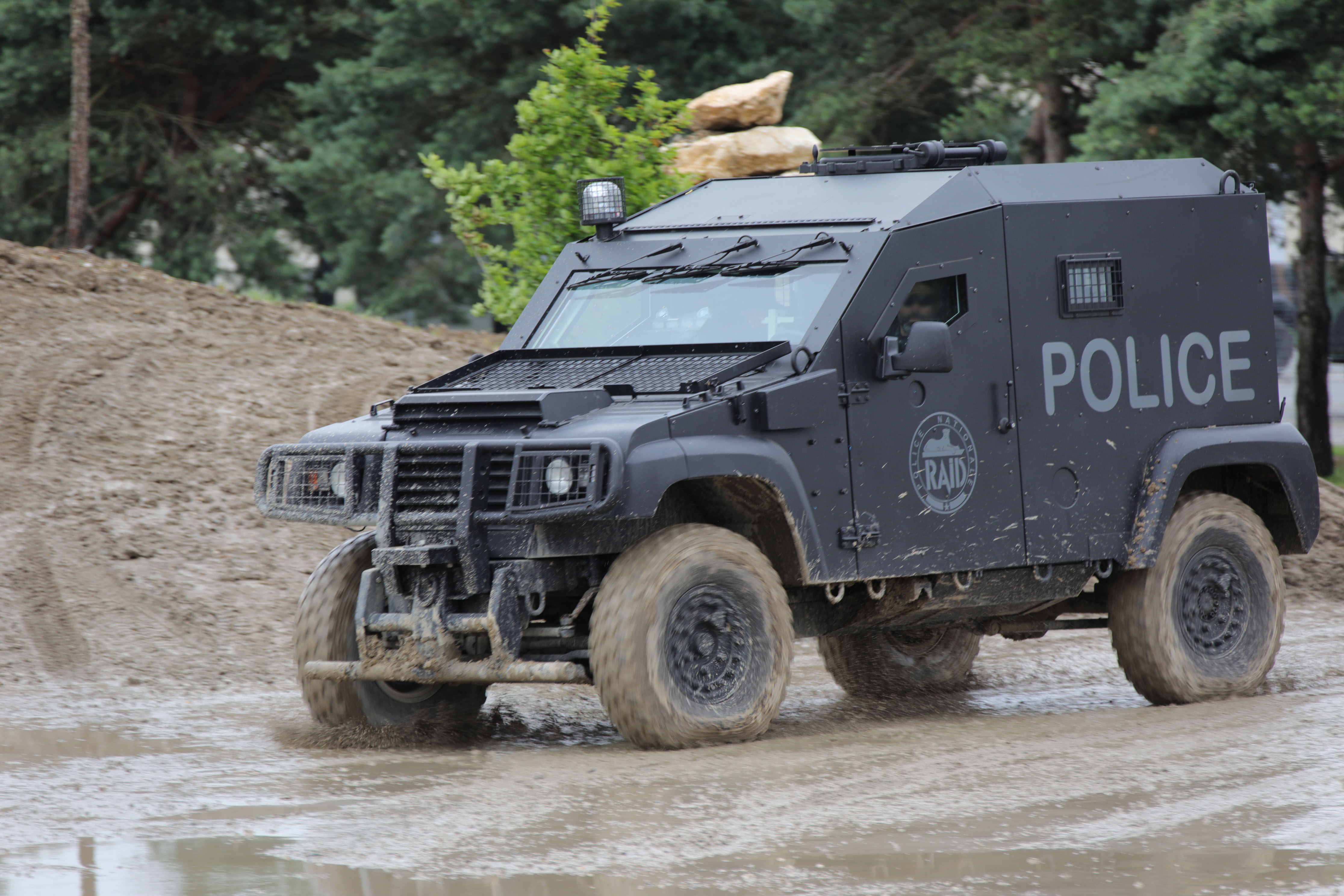
وسیله نقلیه زرهی RAID

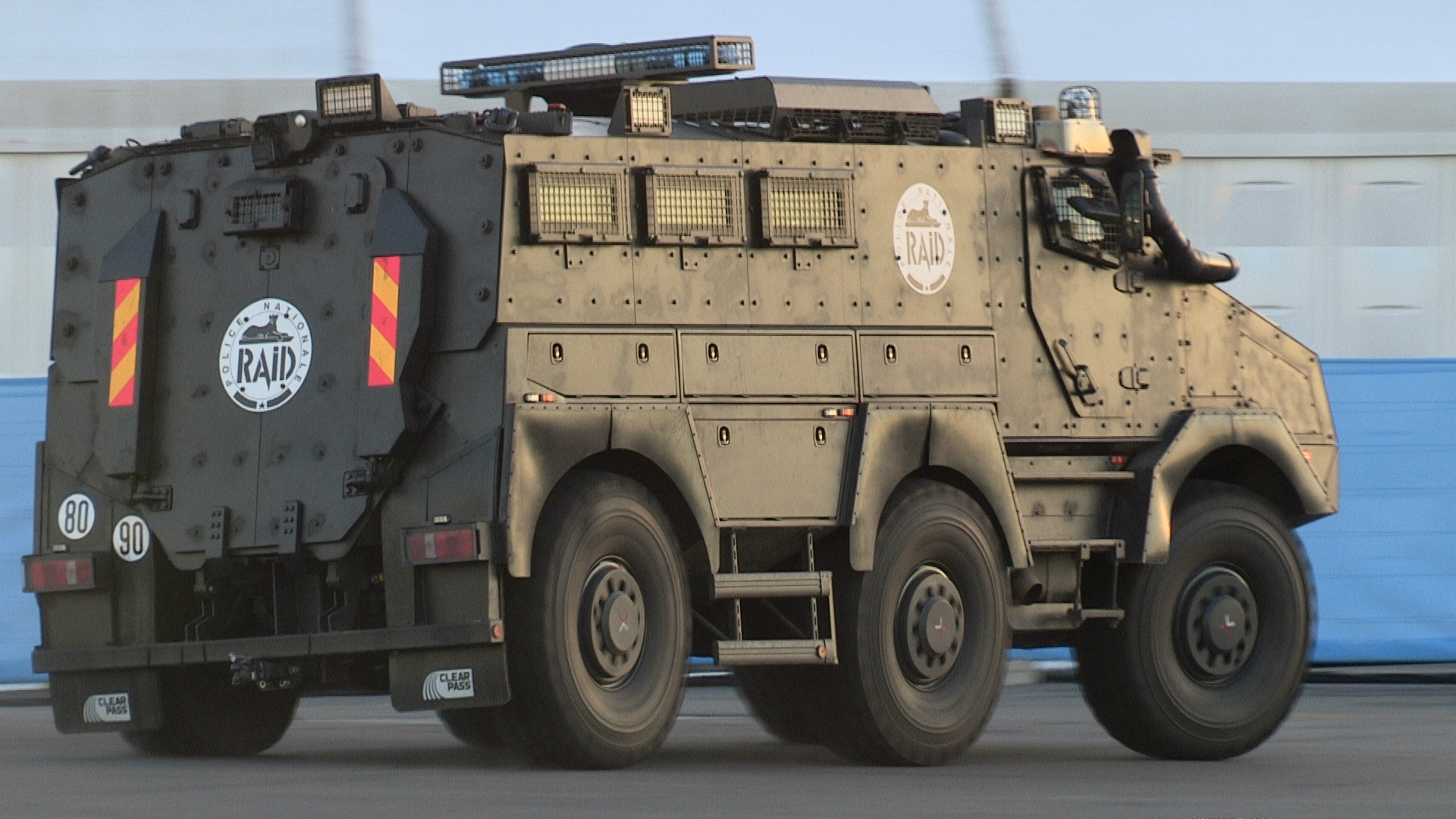
کامیون زرهی RAID

- Nexter Titus
- Petit Véhicule Protégé